# Всё до Дрины!
«Всё до Дрины!» (хорв. Sve do Drine!) — один из главных девизов хорватского националистического движения усташей, появившийся в межвоенные годы и активно использовавшийся как Независимым государством Хорватия во время Второй мировой войны, так и хорватской диаспорой в послевоенные годы. Во время распада Югославии девиз снова стал популярным среди хорватских националистов.

## Сущность девиза
Девиз был боевым кличом усташских военизированных частей и отражал одно из стремлений движения: установить границы Хорватии в пределах так называемой Великой Хорватии, когда Хорватия во время расцвета своего могущества занимала территории вплоть до побережья реки Дрина. Идея о хорватском государстве с границами до Дрины появилась ещё в XIX веке во время существования Австро-Венгрии, а её основоположниками стали Анте Старчевич и Йосип Франк. Они выступали за объединение Королевства Далмация и Королевства Хорватия и Славония в «триединое королевство», в состав которого потом могла быть включена Босния и Герцеговина. Предлагаемые Старчевичем и Франком территориальные изменения послужили основой для новой идеологии — хорватского государственного права. Попытки претворения в жизнь замыслов Старчевича и Франка начались после оккупации Боснии и Герцеговины Австро-Венгрией в 1878 году, а затем и после окончательной аннексии в 1908 году. Но главное политическое разногласие между ними состояло в том, что Старчевич предполагал независимую Хорватию, а Франк хотел видеть Хорватию как третий элемент в двуединой монархии Австрии и Венгрии.
6 марта 1943 года хорватский представитель при Ватикане (Ватикан де-юре не признавал независимую Хорватию) граф Эрвин Лобкович в разговоре с римско-католическим епископом Нью-Йорка Фрэнсисом Кардиналом Спелманом изложил идею независимой католической Хорватии с границами по реке Дрине, исключив возможность сосуществования православной и католической паствы в единой Югославии. Лобкович отправил сообщение правительству Павелича в Загреб:

Мы подчеркнули, что государство в настоящий момент находится в особой позиции в контексте католицизма, особенно в вопросе места между Востоком и Западом, и что граница на Дрине гарантирует сохранение католической позиции в этом пространстве, а восстанавливать Югославию означало бы уничтожить не только хорватский народ, но и католицизм с западной культурой в этих областях. Вместо западной границе на Дрине у нас была бы византийская граница на Караванках.

В послевоенные годы хорватская эмиграция оказывала всю возможную помощь всем, кто стремившимся добиться распада Югославии и восстановления суверенитета Хорватии и её границ хотя бы в пределах Независимого государства Хорватия. Ударом по самолюбию и планам миграции стало заключение соглашения Павелича — Стоядиновича в 1954 году, по которой бывший поглавник Анте Павелич и бывший министр иностранных дел Королевства Югославии Милан Стоядинович «договорились» разделить после распада Югославию. Сербии отходили Черногория, Македония и Восточная Босния с Южной Далмацией, а Хорватии — вся Западная Босния. Националисты обвинили Павелича в предательстве национальных интересов и заявили, что он попрал девиз «Всё до Дрины!», отказавшись от территориальных претензий.